# Listă de filme de acțiune din anii 1970
Aceasta este o listă de filme de acțiune din anii 1970:
| 1970                                   |                                               |                                                                                                 |                                                                                    |                                    |
| Airport                                | Jeff Rose                                     | Burt Lancaster, Jeff Rose, Dean Martin, Jean Seberg                                             | Statele Unite ale Americii                                                         | [ 1 ]                              |
| Brothers Five                          | Lo Wei                                        | Cheng Pei-Pei, Chin Han, Chang Yi                                                               | Hong Kong                                                                          | Martial arts film                  |
| Cold Blade                             | Yuen Chor                                     |                                                                                                 | Hong Kong                                                                          | [ necesită citare ]                |
| Cold Sweat                             | Terence Young                                 | Charles Bronson, Liv Ullmann, Jill Ireland                                                      | Franța · Italia                                                                    | Action thriller                    |
| Cotton Comes to Harlem                 | Ossie Davis                                   | Godfrey Cambridge, Raymond St. Jacques, Calvin Lockhart                                         | Statele Unite ale Americii                                                         | Action comedy                      |
| A Taste of Cold Steel                  | Feng Yueh                                     |                                                                                                 | Hong Kong                                                                          | Martial arts film                  |
| 1971                                   |                                               |                                                                                                 |                                                                                    |                                    |
| The Ammunition Hunters                 | Fung Chi Kong                                 | Chen Chen                                                                                       | Hong Kong                                                                          | [ necesită citare ]                |
| The Anonymous Heroes                   | Chang Cheh                                    |                                                                                                 | Hong Kong                                                                          | [ 5 ]                              |
| Diamonds Are Forever                   | Guy Hamilton                                  | Sean Connery, Jill St. John, Charles Gray                                                       | Regatul Unit al Marii Britanii și al Irlandei de Nord                              | [ 6 ]                              |
| Dirty Harry                            | Don Siegel                                    | Clint Eastwood, Harry Guardino, Reni Santoni                                                    | Statele Unite ale Americii                                                         | Action thriller                    |
| Duel of Fists                          | Chang Cheh                                    | David Chiang, Ti Lung                                                                           | Hong Kong                                                                          | Martial arts film                  |
| Fists of Fury                          | Lo Wei                                        | Bruce Lee, Maria Yi                                                                             | Hong Kong                                                                          | Martial arts film                  |
| The French Connection                  | William Friedkin                              | Gene Hackman, Fernando Rey, Roy Scheider                                                        | Statele Unite ale Americii                                                         | Action thriller                    |
| Le Mans                                | Lee H. Katzin                                 | Steve McQueen, Siegfried Rauc, Elga Andersen                                                    | Statele Unite ale Americii                                                         | [ 11 ]                             |
| The Omega Man                          | Boris Sagal                                   | Charlton Heston, Anthony Zerbe, Rosalind Cash                                                   | Statele Unite ale Americii                                                         | Science fiction action             |
| One Armed Boxer                        | Jimmy Wang Yu                                 | Jimmy Wang Yu, Jackie Chan                                                                      | Republica Populară Chineză                                                         | Martial arts film                  |
| Shaft                                  | Gordon Parks                                  | Richard Roundtree, Moses Gunn, Gwen Mitchell                                                    | Statele Unite ale Americii                                                         | [ 14 ]                             |
| Sweet Sweetback's Baadasssss Song      | Melvin Van Peebles                            | Melvin Van Peebles, Simon Chuckster, Hubert Scales                                              | Statele Unite ale Americii                                                         | Action thriller                    |
| THX 1138                               | George Lucas                                  | Robert Duvall, Donald Pleasence, Don Pedro Colley                                               | Statele Unite ale Americii                                                         | Science fiction action             |
| Vanishing Point                        | Richard C. Sarafian                           | Barry Newman, Cleavon Little, Charlotte Rampling                                                | Statele Unite ale Americii                                                         | Action thriller                    |
| 1972                                   |                                               |                                                                                                 |                                                                                    |                                    |
| The 14 Amazons                         | Gang Cheng                                    | Lisa Lu, Ivy Ling Po, Chen Yen Yen,                                                             | Hong Kong                                                                          | [ necesită citare ]                |
| Boxer From Shantung                    | Chang Cheh                                    | David Chiang                                                                                    | Hong Kong                                                                          | Martial arts film                  |
| Female Convict Scorpion: Jailhouse 41  | Shunya Ito                                    | Meiko Kaji, Kayoko Shiraishi, Fumio Watanabe                                                    | Japonia                                                                            | Action thriller                    |
| Five Fingers of Death                  | Cheng Chang Ho                                | Lo Lieh, Chao Hsiung, Wang Ching-Feng                                                           | Hong Kong                                                                          | Martial arts film                  |
| Fuzz                                   | Richard A. Colla                              | Burt Reynolds, Jack Weston, Tom Skerritt                                                        | Statele Unite ale Americii                                                         | Action comedy                      |
| The Getaway                            | Sam Peckinpah                                 | Steve McQueen, Ali MacGraw                                                                      | Statele Unite ale Americii                                                         | Action thriller                    |
| The Legend of Nigger Charley           | Martin Goldman                                | Thomas Anderson, Don Pedro Colley, Jerry Gatlin                                                 | Statele Unite ale Americii                                                         | [ 23 ]                             |
| The Poseidon Adventure                 | Ronald Neame, Irwin Allen                     | Gene Hackman, Ernest Borgnine, Red Buttons                                                      | Statele Unite ale Americii                                                         | [ 24 ]                             |
| Shaft's Big Score                      | Gordon Parks                                  | Richard Roundtree, Moses Gunn, Drew Bundi Brown                                                 | Statele Unite ale Americii                                                         | [ 25 ]                             |
| Slaughter                              | Jack Starrett                                 | Jim Brown, Rip Torn, Norman Alfe                                                                | Statele Unite ale Americii                                                         | Action thriller                    |
| 1973                                   |                                               |                                                                                                 |                                                                                    |                                    |
| Blood of the Dragon                    | Pao-Shu Kao                                   | Jimmy Wang Yu, Lung Fei, Chiao Chiao                                                            | Hong Kong                                                                          | Martial arts film                  |
| Charley Varrick                        | Don Siegel                                    | Walter Matthau, Joe Don Baker, Felicia Farr                                                     | Statele Unite ale Americii                                                         | Action thriller                    |
| Cleopatra Jones                        | Jack Starrett                                 | Tamara Dobson, Bernie Casey, Brenda Sykes                                                       | Statele Unite ale Americii                                                         | [ 29 ]                             |
| Coffy                                  | Jack Hill                                     | Pam Grier, Booker Bradshaw, Robert DoQui                                                        | Statele Unite ale Americii                                                         | [ 30 ]                             |
| The Crazies                            | George A. Romero                              | Edith Bell, Lane Carroll, Will Disney                                                           | Statele Unite ale Americii                                                         | Action thriller                    |
| Detroit 9000                           | Arthur Marks                                  | Rudy Challenger, Scatman Crothers, Ella Edwards                                                 | Statele Unite ale Americii                                                         | Action thriller                    |
| Electra Glide in Blue                  | James William Guercio                         | Robert Blake, Billy Green Bush, Mitchell Ryan                                                   | Statele Unite ale Americii                                                         | [ 33 ]                             |
| Enter the Dragon                       | Robert Clouse                                 | Bruce Lee, John Saxon, Jim Kelly                                                                | Statele Unite ale Americii                                                         | Martial arts film                  |
| Hell Up in Harlem                      | Larry Cohen, Janelle Cohen                    | Fred Williamson, Julius Harris, Gloria Hendry                                                   | Statele Unite ale Americii                                                         | Action thriller                    |
| Hit!                                   | Sidney J. Furie                               | Billy Dee Williams, Richard Pryor, Paul Hampton                                                 | Statele Unite ale Americii                                                         | [ 36 ]                             |
| Le Magnifique                          | Philippe de Broca                             | Jean-Paul Belmondo, Jacqueline Bisset, Vittorio Caprioli                                        | Franța · Italia                                                                    | [ 37 ]                             |
| Milano Rovente                         | Umberto Lenzi                                 | Antonio Sabàto, Sr., Marisa Mell                                                                | Italia                                                                             | Action thriller                    |
| Policewomen                            | Lee Frost                                     | Jeanie Bell, Wes Bishop, Sondra Currie                                                          | Statele Unite ale Americii                                                         | [ 39 ]                             |
| Japan Sinks                            | Shiro Moritani, Ayumi Ishida, Keiju Kobayashi | Hiroshi Fujioka                                                                                 | Japonia                                                                            | [ 40 ]                             |
| Live and Let Die                       | Guy Hamilton                                  | Roger Moore, Yaphet Kotto, Jane Seymour                                                         | Regatul Unit al Marii Britanii și al Irlandei de Nord                              | Action thriller                    |
| The Mackintosh Man                     | John Huston                                   | Paul Newman, Dominique Sanda, James Mason                                                       | Regatul Unit al Marii Britanii și al Irlandei de Nord                              | Action thriller                    |
| Magnum Force                           | Ted Post                                      | Clint Eastwood, Hal Holbrook, Mitchell Ryan                                                     | Statele Unite ale Americii                                                         | Action thriller                    |
| The Outside Man                        | Jacques Deray                                 | Jean-Louis Trintignant, Ann-Margret, Roy Scheider                                               | Franța · Italia                                                                    | Action thriller                    |
| Savage!                                | Cirio Santiago                                | Aura Aurea, Vic Diaz, Lada Edmund                                                               | Mexic                                                                              | [ 45 ]                             |
| Shaft in Africa                        | John Guillermin                               | Richard Roundtree, Frank Finlay, Vonetta McGee                                                  | Statele Unite ale Americii                                                         | Action thriller                    |
| Slaughter's Big Ripoff                 | Gordon M. Douglas                             | Jim Brown, Ed McMahon                                                                           | Statele Unite ale Americii                                                         | Action thriller                    |
| The Spook Who Sat By the Door          | Ivan Dixon                                    | Lawrence Cook                                                                                   | Statele Unite ale Americii                                                         | [ 48 ]                             |
| The Stone Killer                       | Michael Winner                                | Charles Bronson, Martin Balsam, David Sheiner                                                   | Statele Unite ale Americii                                                         | [ 49 ]                             |
| That Man Bolt                          | Henry Levin, David Lowell Rich                | Ken Kazama, Fred Williamson, Byron Webster                                                      | Statele Unite ale Americii                                                         | Martial arts film                  |
| Way of the Dragon                      | Bruce Lee                                     | Bruce Lee, Nora Miao, Chuck Norris                                                              | Hong Kong                                                                          | Martial arts film                  |
| Westworld                              | Michael Crichton                              | Yul Brynner, Richard Benjamin, James Brolin                                                     | Statele Unite ale Americii                                                         | Science fiction action             |
| White Lightning                        | Joseph Sargent                                | Burt Reynolds, Ned Beatty, Bo Hopkins                                                           | Statele Unite ale Americii                                                         | Action thriller                    |
| 1974                                   |                                               |                                                                                                 |                                                                                    |                                    |
| 99 and 44/100% Dead                    | John Frankenheimer                            | Richard Harris, Edmond O'Brien, Bradford Dillman                                                | Statele Unite ale Americii                                                         | [ 54 ]                             |
| Airport 1975                           | Jack Smight                                   | Charlton Heston, Karen Black, George Kennedy                                                    | Statele Unite ale Americii                                                         | Disaster film                      |
| Bamboo Gods and Iron Men               | Cesar Gallardo, Cirio Santiago                | Shirley Washington                                                                              | Filipine                                                                           | Martial arts film                  |
| Black Belt Jones                       | Robert Clouse                                 | Jim Kelly, Gloria Hendry, Scatman Crothers                                                      | Statele Unite ale Americii                                                         | Martial arts film                  |
| The Black Godfather                    | John Evans                                    | Don Chastain, Damu King                                                                         | Statele Unite ale Americii                                                         | [ 58 ]                             |
| The Black Six                          | Matt Cimber                                   | Gene Washington, Mercury Morris, Willie Lanier                                                  | Statele Unite ale Americii                                                         | [ 59 ]                             |
| Boss Nigger                            | Jack Arnold                                   | Fred Williamson, William Smith, Elizabeth Saxon                                                 | Statele Unite ale Americii                                                         | Action thriller                    |
| Bring Me the Head of Alfredo Garcia    | Sam Peckinpah                                 | Warren Oates, Isela Vega, Gig Young                                                             | Statele Unite ale Americii                                                         | Action thriller                    |
| Busting                                | Peter Hyams                                   | Elliott Gould, Robert Blake, Allen Garfield                                                     | Statele Unite ale Americii                                                         | [ 62 ]                             |
| Dirty Mary, Crazy Larry                | John Hough                                    | Peter Fonda, Susan George, Adam Roarke                                                          | Statele Unite ale Americii                                                         | [ 63 ]                             |
| Earthquake                             | Mark Robson                                   | Charlton Heston, Ava Gardner, George Kennedy                                                    | Statele Unite ale Americii                                                         | Disaster film                      |
| Emergency Squad                        | Stelvio Massi                                 | Tomas Milian, Gastone Moschin, Raymond Lovelock                                                 | Italia                                                                             | Action thriller                    |
| The Executioner                        | Teruo Ishii                                   | Sonny Chiba, Makoto Sato, Yasuaki Kurata, Shozo Saijo                                           | Japonia                                                                            | Martial arts film                  |
| Freebie and the Bean                   | Richard Rush                                  | Alan Arkin, James Caan, Loretta Swit                                                            | Statele Unite ale Americii                                                         | Action comedy                      |
| Gone in 60 Seconds                     | H.B. Halicki                                  | Hal McClain, Markos Kotsikos, Jonathan E. Fricke                                                | Statele Unite ale Americii                                                         | Action thriller                    |
| Juggernaut                             | Richard Lester                                | Richard Harris, Omar Sharif, David Hemmings                                                     | Regatul Unit al Marii Britanii și al Irlandei de Nord                              | Action thriller                    |
| The Man from Hong Kong                 | Brian Trenchard-Smith                         | Jimmy Wang Yu, George Lazenby, Ros Spiers                                                       | Australia · Hong Kong                                                              | [ 70 ]                             |
| The Man with the Golden Gun            | Guy Hamilton                                  | Roger Moore, Christopher Lee, Britt Ekland                                                      | Regatul Unit al Marii Britanii și al Irlandei de Nord                              | Action thriller                    |
| Mr. Majestyk                           | Richard Fleischer                             | Charles Bronson, Al Lettieri, Linda Cristal                                                     | Statele Unite ale Americii                                                         | Action thriller                    |
| Sister Street Fighter                  | Kazuhiko Yamaguchi                            | Sue Shiomi, Sonny Chiba                                                                         | Japonia                                                                            | [ 73 ]                             |
| Stone                                  | Sandy Harbutt                                 | Ken Shorter, Sandy Harbutt                                                                      | Australia                                                                          | [ 74 ]                             |
| The Stranger and the Gunfighter        | Antonio Margheriti                            | Lee Van Cleef, Lo Lieh, Julian Ugarte                                                           | Italia · Spania · Franța · Hong Kong                                               | Martial arts film                  |
| Street Law                             | Enzo G. Castellari                            | Franco Nero                                                                                     | Italia                                                                             | Action thriller                    |
| The Street Fighter                     | Shigehiro Ozawa                               | Sonny Chiba, Gerald Yamada, Tony Cetera                                                         | Japonia                                                                            | Martial arts film                  |
| The Super Cops                         | Gordon Parks                                  | Ron Leibman, David Selby, Sheila Frazier                                                        | Statele Unite ale Americii                                                         | [ 78 ]                             |
| Syndicate Sadists                      | Umberto Lenzi                                 | Tomas Milian, Joseph Cotten, Maria Fiore                                                        | Italia                                                                             | [ 79 ]                             |
| The Taking of Pelham One Two Three     | Joseph Sargent                                | Walter Matthau, Robert Shaw, Martin Balsam                                                      | Statele Unite ale Americii                                                         | Action thriller                    |
| TNT Jackson                            | Cirio Santiago                                | Jeanie Bell, Stan Shaw, Pat Anderson                                                            | Statele Unite ale Americii                                                         | Action thriller                    |
| The Towering Inferno                   | Irwin Allen, John Guillermin                  | Steve McQueen, Paul Newman, William Holden                                                      | Statele Unite ale Americii                                                         | [ 82 ]                             |
| Truck Turner                           | Jonathan Kaplan                               | Isaac Hayes, Yaphet Kotto                                                                       | Statele Unite ale Americii                                                         | Action thriller                    |
| 1975                                   |                                               |                                                                                                 |                                                                                    |                                    |
| L'Agression                            | Gérard Pirès                                  | Jean-Louis Trintignant, Catherine Deneuve, Claude Brasseur                                      | Franța · Italia                                                                    | Action thriller                    |
| The Black Gestapo                      | Lee Frost                                     | Rod Perry, Charles P. Robinson, Phil Hoover                                                     | Statele Unite ale Americii                                                         | Action thriller                    |
| Brannigan                              | Douglas Hickox                                | John Wayne, Richard Attenborough, Judy Geeson                                                   | Regatul Unit al Marii Britanii și al Irlandei de Nord                              | Action thriller                    |
| Breakout                               | Tom Gries                                     | Charles Bronson, Robert Duvall, Jill Ireland                                                    | Statele Unite ale Americii                                                         | Action thriller                    |
| Bucktown                               | Arthur Marks                                  | Fred Williamson, Pam Grier, Thalmus Rasulala                                                    | Statele Unite ale Americii                                                         | [ 88 ]                             |
| Champion of Death                      | Kazuhiko Yamaguchi                            | Sonny Chiba                                                                                     | Japonia                                                                            | Martial arts film                  |
| Cleopatra Jones and the Casino of Gold | Chuck Bail                                    | Tamara Dobson, Magali Noël, Janet Agren                                                         | Hong Kong · Statele Unite ale Americii                                             | [ 90 ]                             |
| Cover Girl Models                      | Cirio Santiago                                | Pat Anderson, Lindsay Bloom, Rhonda Leigh Hopkins                                               | Statele Unite ale Americii · Filipine                                              | [ 91 ]                             |
| Death Race 2000                        | Paul Bartel                                   | David Carradine, Simone Griffeth, Sylvester Stallone                                            | Statele Unite ale Americii                                                         | Science fiction action             |
| Dolemite                               | D'Urville Martin                              | D'Urville Martin, Rudy Ray Moore, Lady Reed                                                     | Statele Unite ale Americii                                                         | Action comedy                      |
| The Eiger Sanction                     | Clint Eastwood                                | Clint Eastwood, George Kennedy, Vonetta McGee                                                   | Statele Unite ale Americii                                                         | Action thriller                    |
| Executioner 2: The Karate Inferno      | Teruo Ishii                                   | Sonny Chiba, Makoto Sato, Eiji Go                                                               | Japonia                                                                            | Action comedy, martial arts film   |
| Hard Times                             | Walter Hill                                   | Charles Bronson, James Coburn, Jill Ireland                                                     | Statele Unite ale Americii                                                         | [ 96 ]                             |
| French Connection II                   | John Frankenheimer                            | Gene Hackman, Fernando Rey, Bernard Fresson                                                     | Statele Unite ale Americii                                                         | Action thriller                    |
| Master of the Flying Guillotine        | Jimmy Wang Yu                                 | Jimmy Wang Yu, Kam Kong, Lung Kun Yee                                                           | Hong Kong                                                                          | Martial arts films                 |
| Peur Sur La Ville                      | Henri Verneuil                                | Jean-Paul Belmondo, Charles Denner, Adalberto Maria Merli                                       | Franța · Italia                                                                    | Action thriller                    |
| Race with the Devil                    | Jack Starrett                                 | Peter Fonda, Warren Oates, Loretta Swit                                                         | Statele Unite ale Americii                                                         | [ 100 ]                            |
| The Return of the Street Fighter       | Shigehiro Ozawa                               | Sonny Chiba                                                                                     | Japonia                                                                            | [ 101 ]                            |
| Rollerball                             | Norman Jewison                                | James Caan, John Houseman, Maud Adams                                                           | Statele Unite ale Americii                                                         | Science fiction action             |
| Sheba, Baby                            | William Girdler                               | Pam Grier, Austin Stoker                                                                        | Statele Unite ale Americii                                                         | [ 103 ]                            |
| White Line Fever                       | Jonathan Kaplan                               | Jan-Michael Vincent, Kay Lenz, Slim Pickens                                                     | Canada · Statele Unite ale Americii                                                | [ 104 ]                            |
| Wildcat Women                          | Stephen Gibson                                | Joey Ginza, Yolanda Love                                                                        | Statele Unite ale Americii                                                         | [ 105 ]                            |
| 1976                                   |                                               |                                                                                                 |                                                                                    |                                    |
| Assault on Precinct 13                 | John Carpenter                                | Austin Stoker, Darwin Joston, Laurie Zimmer                                                     | Statele Unite ale Americii                                                         | Action thriller                    |
| The Big Racket                         | Enzo G. Castellari                            | Fabio Testi, Vincent Gardenia, Renzo Palmer                                                     | Italia                                                                             | [ 107 ]                            |
| Black Shampoo                          | Greydon Clark                                 | John R. Daniels, Tanya Boyd, Joe Ortiz                                                          | Statele Unite ale Americii                                                         | Action thriller                    |
| Black Sister's Revenge                 | Jamaa Fanaka                                  | Jerri Hayes, Ernest Williams II, Charles D. Brooks III                                          | Statele Unite ale Americii                                                         | [ 109 ]                            |
| Blazing Magnum                         | Alberto De Martino                            | Stuart Whitman, Carole Laure, Martin Landau                                                     | Italia · Canada                                                                    | [ 110 ]                            |
| Brotherhood of Death                   | Bill Berry                                    | Roy Jefferson, Mike Thomas, Haskell V. Anderson                                                 | Statele Unite ale Americii                                                         | Action thriller                    |
| Bruce Lee Fights Back from the Grave   | Umberto Lenzi                                 | Bruce Lea,                                                                                      | Italia                                                                             | Martial arts film                  |
| Cannonball                             | Paul Bartel                                   | David Carradine, Bill McKinney, Veronica Hamel                                                  | Hong Kong · Statele Unite ale Americii                                             | [ 113 ]                            |
| Chinese Connection 2                   |                                               | Bruce Li, Lo Lieh                                                                               | Hong Kong                                                                          | [ 114 ]                            |
| Colt 38 Special Squad                  | Massimo Dallamano, Luciano Ercoli             | Marcel Bozzuffi, Carole Andre, Ivan Rassimov                                                    | Italia                                                                             | Action thriller                    |
| Deathcheaters                          | Brian Trenchard-Smith                         | John Hargreaves, Grant Page, Margaret Gerard                                                    | Australia                                                                          | [ 116 ]                            |
| Ebony, Ivory, and Jade                 | Cirio Santiago                                | Dick Adair, Max Alvarado, Sylvia Anderson                                                       | Statele Unite ale Americii                                                         | [ 117 ]                            |
| The Enforcer                           | James Fargo                                   | Clint Eastwood, Harry Guardino, Bradford Dillman                                                | Statele Unite ale Americii                                                         | Action thriller                    |
| Gator                                  | Burt Reynolds                                 | Burt Reynolds, Jack Weston, Lauren Hutton                                                       | Statele Unite ale Americii                                                         | Action thriller                    |
| Hot Potato                             | Oscar Williams                                | Jim Kelly, George Memmoli, Geoffrey Binney                                                      | Statele Unite ale Americii                                                         | Martial arts film                  |
| The Human Tornado                      | Cliff Roquemore                               | Rudy Ray Moore, Lady Reed, Jimmy Lynch                                                          | Statele Unite ale Americii                                                         | Action comedy, martial arts film   |
| The Killing Machine                    | Noribumi Suzuki                               | Sonny Chiba                                                                                     | Japonia                                                                            | [ 122 ]                            |
| Logan's Run                            | Michael Anderson                              | Michael York, Richard Jordan, Jenny Agutter                                                     | Statele Unite ale Americii                                                         | Science fiction action             |
| The Next Man                           | Richard C. Sarafian                           | Sean Connery, Adolfo Celi                                                                       | Statele Unite ale Americii                                                         | Action thriller                    |
| Seven Man Army                         | Chang Cheh                                    | David Chiang, Ti Lung, Chen Kuan-Tai                                                            | Hong Kong                                                                          | Martial arts film                  |
| Shaolin Wooden Men                     | Chan Jeung Wa                                 | Jackie Chan, Chin Long, King Kang                                                               | Hong Kong                                                                          | Martial arts film                  |
| The Super Inframan                     | Hua-Shan                                      | Li Hsiu-hsien, Wang Hsieh, Lin Wen-wei                                                          | Hong Kong · Japonia                                                                | Martial arts film                  |
| 1977                                   |                                               |                                                                                                 |                                                                                    |                                    |
| Airport '77                            | Jerry Jameson                                 | Jack Lemmon, Lee Grant, Brenda Vaccaro                                                          | Statele Unite ale Americii                                                         | Action thriller                    |
| L'Animal                               | Claude Zidi                                   | Jean-Paul Belmondo, Raquel Welch, Charles Gérard                                                | Franța                                                                             | Action comedy                      |
| Bare Knuckles                          | Don Edmonds                                   | Robert Viharo, Sherry Jackson, Michael Heit                                                     | Statele Unite ale Americii                                                         | Martial arts film                  |
| Breaker! Breaker!                      | Donald Hulette                                | George Murdock, Terry O'Connor, Don Gentry                                                      | Statele Unite ale Americii                                                         | [ 131 ]                            |
| Black Samurai                          | Al Adamson                                    | D'Urville Martin, Marilyn Joi, Jim Kelly                                                        | Statele Unite ale Americii                                                         | Martial arts film                  |
| Black Sunday                           | John Frankenheimer                            | Robert Shaw, Bruce Dern, Marthe Keller                                                          | Statele Unite ale Americii                                                         | Action thriller                    |
| The Clones of Bruce Lee                | Joseph Kong                                   | Bruce Lai, Dragon Lee                                                                           |                                                                                    | Martial arts film                  |
| The Doberman Cop                       | Kinji Fukasaku                                | Sonny Chiba, Janet Hatta, Hiroki Matsukata                                                      | Japonia                                                                            | Action thriller, Martial arts film |
| Double Nickels                         | Jack Vacek                                    | Jack Vacek, Ed Abrams, Patrice Schubert                                                         | Statele Unite ale Americii                                                         | Action thriller                    |
| The Gauntlet                           | Clint Eastwood                                | Clint Eastwood, Sondra Locke, Pat Hingle                                                        | Statele Unite ale Americii                                                         | Action thriller                    |
| Golgo 13: Assignment Kowloon           | Yukio Noda                                    | Sonny Chiba, Etsuko Shihomi, Jerry Ito                                                          | Japonia                                                                            | Action thriller, Martial arts film |
| Grand Theft Auto                       | Ron Howard                                    | Ron Howard, Nancy Morgan, Marion Ross                                                           | Statele Unite ale Americii                                                         | Action comedy                      |
| The Heroin Busters                     | Enzo G. Castellari                            | Fabio Testi, David Hemmings, Joshua Sinclair                                                    | Italia                                                                             | Action thriller                    |
| High Rolling in a Hot Corvette         | Igor Auzins                                   | Joseph Bottoms, Grigor Taylor, Judy Davis                                                       | Australia                                                                          | Action comedy                      |
| Karate Bear Fighter                    | Kazuhiko Yamaguchi                            | Sonny Chiba                                                                                     | Japonia                                                                            | Martial arts film                  |
| Karate for Life                        | Kazuhiko Yamaguchi                            | Sonny Chiba                                                                                     | Japonia                                                                            | Martial arts film                  |
| Operation Thunderbolt                  | Menahem Golan                                 | Yehoram Gaon, Gila Almagor, Assi Dayan                                                          | Israel                                                                             | Action thriller                    |
| Rollercoaster                          | James Goldstone                               | George Segal, Richard Widmark, Timothy Bottoms                                                  | Statele Unite ale Americii                                                         | Action thriller                    |
| Smokey and the Bandit                  | Hal Needham                                   | Burt Reynolds, Sally Field, Jerry Reed                                                          | Statele Unite ale Americii                                                         | Action comedy                      |
| The Spy Who Loved Me                   | Lewis Gilbert                                 | Roger Moore, Barbara Bach, Curd Jürgens                                                         | Regatul Unit al Marii Britanii și al Irlandei de Nord                              | Action thriller                    |
| Star Wars                              | George Lucas                                  | Mark Hamill, Anthony Daniels, Harrison Ford, Carrie Fisher, Peter Cushing                       | Statele Unite ale Americii                                                         | Science fiction action             |
| Telefon                                | Don Siegel                                    | Charles Bronson, Lee Remick, Donald Pleasence                                                   | Statele Unite ale Americii                                                         | Action thriller                    |
| To Kill with Intrigue                  | Lo Wei                                        | Jackie Chan, Hsu Feng                                                                           | Hong Kong                                                                          | Martial arts film                  |
| 1978                                   |                                               |                                                                                                 |                                                                                    |                                    |
| The 36th Chamber of Shaolin            | Lau Kar-Leung                                 | Gordon Lau, John Cheung                                                                         | Hong Kong                                                                          | Martial arts film                  |
| 7 Grandmasters                         | Joseph Kuo                                    | Jack Long, Li Yi Min                                                                            | Hong Kong                                                                          | [ 152 ]                            |
| Death Sport                            | Allan Arkush, Henry Suso                      | David Carradine, Claudia Jennings, Richard Lynch                                                | Statele Unite ale Americii                                                         | Science fiction action             |
| Dirty Tiger, Crazy Frog                |                                               | Sammo Hung                                                                                      | Hong Kong                                                                          | Martial arts film                  |
| Drunken Master                         | Yuen Woo Ping                                 | Jackie Chan                                                                                     | Hong Kong                                                                          | Martial arts film, action comedy   |
| Enter the Fat Dragon                   | Sammo Hung                                    | Sammo Hung, Billy Chan, Fung Hak-On                                                             | Hong Kong                                                                          | Martial arts film, action comedy   |
| Every Which Way but Loose              | James Fargo                                   | Clint Eastwood, Sondra Locke, Geoffrey Lewis                                                    | Statele Unite ale Americii                                                         | [ 157 ]                            |
| Game of Death                          | Robert Clouse                                 | Bruce Lee, Gig Young, Dean Jagger                                                               | Hong Kong · Statele Unite ale Americii                                             | Action thriller, martial arts film |
| Good Guys Wear Black                   | Ted Post                                      | Chuck Norris, Anne Archer, Soon-Tek Oh                                                          | Statele Unite ale Americii                                                         | Action thriller                    |
| High-Ballin'                           | Peter Carter                                  | Peter Fonda, Jerry Reed, Helen Shaver                                                           | Canada · Statele Unite ale Americii                                                | [ 160 ]                            |
| Hooper                                 | Hal Needham                                   | Burt Reynolds, Jan-Michael Vincent, Sally Field                                                 | Statele Unite ale Americii                                                         | Action comedy                      |
| The Inglorious Bastards                | Enzo G. Castellari                            | Bo Svenson, Fred Williamson, Peter Hooten                                                       | Italia                                                                             | Action thriller                    |
| Shogun's Samurai                       | Kinji Fukasaku                                | Sonny Chiba, Kinnosuke Nakamura, Etsuko Shihomi, Hiroyuki Sanada, Tetsuro Tanba, Toshirō Mifune | Japonia                                                                            | Jidaigeki, Martial arts film       |
| Snake in the Eagle's Shadow            | Yuen Woo Ping                                 | Simon Yuen, Hwang Jang Lee, Jackie Chan                                                         | Hong Kong                                                                          | Martial arts film                  |
| Stunt Rock                             | Brian Trenchard-Smith                         | Margaret Gerard, Grant Page, Sorcery                                                            | Australia                                                                          | Action thriller                    |
| Superman                               | Richard Donner                                | Marlon Brando, Gene Hackman, Christopher Reeve                                                  | Regatul Unit al Marii Britanii și al Irlandei de Nord · Statele Unite ale Americii | Superhero film                     |
| Warriors Two                           | Sammo Hung                                    | Liang Chia-Je, Sammo Hung                                                                       | Hong Kong                                                                          | Martial arts film                  |
| 1979                                   |                                               |                                                                                                 |                                                                                    |                                    |
| 1941                                   | Steven Spielberg                              | Dan Aykroyd, Ned Beatty, John Belushi                                                           | Statele Unite ale Americii                                                         | Action comedy                      |
| Angels Revenge                         | Greydon Clark                                 | Sylvia Anderson                                                                                 | Statele Unite ale Americii                                                         | [ 169 ]                            |
| Beyond the Poseidon Adventure          | Irwin Allen                                   | Michael Caine, Telly Savalas, Sally Field                                                       | Statele Unite ale Americii                                                         | [ 170 ]                            |
| City on Fire                           | Alvin Rakoff                                  | Barry Newman, Susan Clark, Shelley Winters                                                      | Canada                                                                             | [ 171 ]                            |
| Concorde Affaire '79                   | Ruggero Deodato                               | Joseph Cotten, Mimsy Farmer, James Franciscus                                                   | Italia                                                                             | Action thriller                    |
| The Concorde ... Airport '79           | David Lowell Rich                             | Alain Delon, Susan Blakely, Robert Wagner                                                       | Statele Unite ale Americii                                                         | Action thriller                    |
| Dance of the Drunk Mantis              | Yuen Woo Ping                                 | Simon Yuen                                                                                      | Hong Kong                                                                          | Action comedy, martial arts film   |
| Day of the Assassin                    | Brian Trenchard-Smith, Carlos Vasallo         | Chuck Connors                                                                                   | Mexic                                                                              | [ 175 ]                            |
| Disco Godfather                        | Rudy Ray Moore, J. Robert Wagone              | Rudy Ray Moore, Carol Speed, Julius J. Carry III                                                | Statele Unite ale Americii                                                         | Martial arts film                  |
| Escape from Alcatraz                   | Don Siegel                                    | Clint Eastwood, Patrick McGoohan, Roberts Blossom                                               | Statele Unite ale Americii                                                         | [ 177 ]                            |
| For Your Height Only                   | Eddie Nicart                                  | Weng Weng, Carmi Martin, Mike Cohen                                                             | Filipine                                                                           | Martial arts film                  |
| A Force of One                         | Paul Aaron                                    | Jennifer O'Neill, Chuck Norris, Clu Gulager                                                     | Statele Unite ale Americii                                                         | Action thriller, martial arts film |
| Last Hurrah for Chivalry               | John Woo                                      | Damian Lau                                                                                      | Hong Kong                                                                          | Martial arts film                  |
| Mad Max                                | George Miller                                 | Mel Gibson, Joanne Samuel, Hugh Keays-Byrne                                                     | Australia                                                                          | Science fiction action             |
| Magnificent Butcher                    | Yuen Woo Ping                                 | Sammo Hung                                                                                      | Hong Kong                                                                          | Martial arts film                  |
| Moonraker                              | Lewis Gilbert                                 | Roger Moore                                                                                     | Regatul Unit al Marii Britanii și al Irlandei de Nord · Franța                     | [ 183 ]                            |
| The Street Fighter's Last Revenge      | Shigehiro Ozawa                               | Sonny Chiba, Bruce Li, Sue Shiomi                                                               | Japonia                                                                            | [ 184 ]                            |
| The Warriors                           | Walter Hill                                   | Michael Beck, James Remar, David Patrick Kelly                                                  | Statele Unite ale Americii                                                         | Action thriller                    |